# Controversia di Praga
Per "controversia di Praga" (in inglese, "Prague connection" o "Atta in Prague conspiracy theory") si intende il presunto viaggio che Mohamed Atta, il leader del commando terroristico degli attentati dell'11 settembre 2001, avrebbe compiuto nell'aprile del 2001 a Praga per incontrarsi con il console (e presunto agente dei servizi segreti) iracheno Ahmed Khalil Ibrahim Samir al-Ani.
L'incontro è stato considerato, fino a metà del 2004, la prova dei legami fra al-Qaida ed il regime di Saddam Hussein. L'avvenimento è stato successivamente smentito da funzionari cechi e ritenuto ampiamente improbabile dalla CIA, dall'FBI e dalla Commissione sull'11 settembre.

## La prima «controversia»
Mohamed Atta entra per la prima volta in territorio statunitense il 3 giugno 2000, a bordo di un volo proveniente da Praga e diretto all'aeroporto di Newark (New Jersey). Le prime indagini segnalano che Atta avrebbe tentato di raggiungere la capitale ceca già il 30 maggio a bordo di un volo proveniente da Bonn, ma che fosse stato rimpatriato in Germania perché privo di visto.
Atta si sarebbe poi nuovamente recato a Praga via autobus nella notte fra il 1º e il 2 giugno, questa volta provvisto del visto necessario all'espatrio. Il 17 giugno 2004, l'editorialista conservatore del National Review Andrew McCarthy scrive:
Il 29 agosto 2004, il Chicago Tribune rivela che sul volo Bonn-Praga del 30 maggio 2000 non vi era Mohamed Atta, ma un suo quasi omonimo: l'uomo d'affari pachistano Mohammed Atta (il cui nome si compita con due "m", anziché una sola). Era l'Atta pachistano a non avere i documenti in regola e dunque ad essere stato rimpatriato. Il futuro dirottatore Mohamed Atta - i cui documenti erano in ordine - arriva invece a Praga il 2 giugno, per partire il giorno dopo alla volta di Newark.
Lo scambio di identità viene confermato definitivamente il 3 settembre 2004 dall'ex-capo dei servizi segreti cechi Jiří Ruzek, sulle colonne del quotidiano ceco Mladá fronta Dnes.

## La «Prague connection»
La decisione di reclutare potenziali fonti presso l'Ambasciata irachena in Repubblica Ceca è legata alla diserzione, nel 1998, dell'allora console Jabir Salim.
Durante gli interrogatori, Salim avrebbe rivelato di essere stato incaricato dal Mukhabarat (i servizi segreti iracheni) di pianificare un attentato contro la sede praghese di Radio Free Europe/Radio Liberty.
Nel marzo 1999, Salim viene sostituito da Ahmed Samir al-Ani nella carica di console.
La fonte del presunto incontro fra Mohamed Atta ed Ahmed Samir al-Ani dell'aprile del 2001 è un non meglio identificato informatore reclutato presso l'Ambasciata irachena a Praga. al-Ani sarebbe stato visto dall'anonimo informatore salire, il 9 aprile 2001, su una macchina assieme a un'altra persona, presumibilmente di nazionalità araba. Dopo l'11 settembre 2001, l'informatore avrebbe riconosciuto in Atta l'uomo che avrebbe incontrato al-Ani in quell'auto. L'informazione viene immediatamente passata all'FBI come "non valutata".
Il primo accenno all'incontro appare in un lancio di agenzia della Reuters del 18 settembre 2001, dove "fonti del governo statunitense" riportano che "recenti rapporti ottenuti dall'intelligence statunitense mostrano che Atta si è incontrato con un rappresentante dei servizi segreti iracheni". La notizia viene rilanciata il giorno dopo dai giornali statunitensi e dalla Associated Press:
Il 20 ottobre 2001, il New York Times pubblica le prime smentite ufficiali da parte dei funzionari cechi riguardo al presunto incontro. Il 26 ottobre, il Ministro dell'Interno ceco Stanislav Gross conferma invece, in una conferenza stampa appositamente convocata, che Atta ed al-Ani si sono incontrati a Praga qualche mese prima. Il giorno dopo, il New York Times ritratta quanto scritto una settimana prima, anche se i suoi reporter continueranno a portare avanti l'inchiesta, conducendo ulteriori interviste con altri funzionari cechi.
Per oltre un anno, continueranno a susseguirsi notizie di smentite "private" da parte dei quotidiani statunitensi e di conferme "pubbliche" da parte ceca. Contemporaneamente, filtrano le prime indiscrezioni riguardo ad un possibile errore: un uomo d'affari di origine mediorientale, da lungo tempo residente a Praga, riferisce ad un reporter del Daily Telegraph di essere "un amico stretto" di al-Ani e di credere che "i cechi abbiano confuso un altro uomo per Atta". Secondo tale ricostruzione, al-Ani avrebbe incontrato semplicemente un venditore di auto usate, che l'uomo afferma di aver incontrato personalmente un paio di volte.
Il 15 marzo 2002, l'editorialista del Washington Post David Ignatius scrive:
Perfino il presidente Havel, secondo una ricostruzione del New York Times, si sarebbe mosso "per respingere il rapporto una volta e per tutte" attraverso una telefonata alla Casa Bianca. Sempre secondo il quotidiano newyorchese:
Ladislav Špaček, portavoce del presidente ceco Havel, ha però smentito questa ricostruzione bollandola come "un'invenzione", ammettendo però anche che "il Presidente Havel è certo che non esistono prove di un incontro fra Atta e un diplomatico iracheno". Peter S. Green, redattore del New York Times, ha affermato infatti che:
Nel luglio del 2002, il capo del controspionaggio ceco František Bublan smentisce pubblicamente per la prima volta l'ipotesi di un incontro fra Atta ed al-Ani, affermando che tali indiscrezioni "non sono state verificate, né provate". Bublan addirittura avrebbe ipotizzato che l'intera faccenda sia stata solo "uno stratagemma di alcuni politici statunitensi, in cerca di giustificazioni per una nuova azione militare contro il leader iracheno Saddam Hussein".
Il 31 luglio 2002, un rapporto della DIA riporta che:
Verso la fine di dicembre 2002, il rappresentante della Repubblica Ceca presso le Nazioni Unite Hynek Kmoníček si dice sicuro che "l'incontro ha avuto luogo", mentre un alto ufficiale ceco - rimasto anonimo - sostiene che le ipotesi di smentita "sono solo il risultato di fughe di notizie pilotate" da parte di "ufficiali intenzionati a convincere il Presidente George W. Bush a non entrare in un nuovo conflitto contro l'Iraq".
Nel corso del 2003, sia l'FBI che la CIA si dimostrano sempre più scettiche riguardo alla fondatezza del rapporto, fino a giungere a una sostanziale smentita intorno alla metà del 2004. Nel maggio del 2004, il quotidiano ceco Pravo ha ipotizzato che la notizia dell'incontro fra Atta ed al-Ani fosse stata fatta filtrare dal controverso capo dell'Iraqi National Congress, Ahmed Chalabi.

## Le inchieste
Sul presunto incontro, sono state condotte varie inchieste sia negli Stati Uniti che in Repubblica Ceca. Le conclusioni delle varie inchieste concordano tutte sull'alta improbabilità che tale incontro si sia effettivamente tenuto.

### Le conclusioni della CIA
Pochi giorni dopo l'11 settembre, il vicepresidente Dick Cheney chiede al Direttore della CIA, George Tenet, di investigare sull'ipotesi di incontro fra Atta ed un agente segreto iracheno. Il Direttore delle Operazioni Jim Pavitt viene incaricato di seguire il caso.
Il 21 settembre 2001, Tenet fa rapporto al Presidente degli Stati Uniti affermando che "il nostro ufficio di Praga è scettico sull'eventualità. Semplicemente i conti non tornano". Tenet afferma inoltre che tutte le prove che la CIA è stata in grado di trovare, compresi gli estratti delle carte di credito e i tabulati telefonici, rendono estremamente difficile l'eventualità che tale incontro si sia effettivamente tenuto.
L'editorialista Robert Novak scrive:
In una lettera inviata il 1º luglio 2004 al Congresso, il Direttore della CIA George Tenet afferma che Atta "difficilmente avrebbe corso il rischio di contattare un qualsiasi ufficiale iracheno" nell'aprile del 2001, quando il piano per gli attacchi era già a buon punto. Pochi giorni dopo, lo stesso Tenet inizia la propria audizione al Comitato di controllo sui Servizi segreti del Senato degli Stati Uniti con la seguente affermazione:
L'allora vice-direttore John E. McLaughlin descrive così l'impegno della CIA in un'intervista alla PBS:

### Le conclusioni dell'FBI
In un'intervista al giornalista del Washington Post Walter Pincus, un alto funzionario (rimasto anonimo) dell'Amministrazione Bush ha affermato che l'FBI non ha trovato "alcuna prova di un possibile viaggio di Atta da o verso gli Stati Uniti nel periodo in cui si suppone sia stato a Praga".
Riguardo agli indizi, il direttore dell'FBI Robert S. Mueller III ha dichiarato a margine di un incontro a San Francisco nell'aprile del 2002 che:
Le tracce rinvenute durante le indagini mostrerebbero infine che Atta, nel periodo in questione, si trovava in Florida.

### Le conclusioni della Polizia ceca
Il Capo della Polizia ceca Jiří Kolář ha affermato che "non esiste alcun documento che dimostri la presenza di Atta a Praga" nel 2001, mentre risulta che vi si sia recato due volte nel 2000.

### Le conclusioni della Commissione sull'11 settembre
La Commissione d'indagine sugli attentati dell'11 settembre 2001 dedica un paragrafo del proprio Rapporto alla "controversia di Praga".
La Commissione nota che:
Si nota inoltre che Atta, quando ancora abitava ad Amburgo e non si era ancora unito al network terroristico di Osama bin Laden, ha più volte espresso violenti sentimenti di opposizione al regime iracheno. Nelle parole del giovane terrorista:
In definitiva, la Commissione ritiene che "[n]on c'era alcuna ragione per un incontro del genere, specialmente se si considera i rischi che avrebbe potuto apportare all'operazione" terroristica che si sarebbe conclusa l'11 settembre 2001.

### Le conclusioni del Senato degli Stati Uniti
L'8 settembre 2006, il Comitato ristretto sull'Intelligence del Senato degli Stati Uniti pubblica un rapporto sui risultati delle ricerche di armi di distruzione di massa in Iraq, in cui sono dedicati alcuni passaggi alla controversia di Praga.
Più nello specifico, alla Conclusione n. 7 il Comitato afferma:

## Ulteriori sviluppi della vicenda

### Il finto memorandum
Il corrispondente del Sunday Telegraph Con Coughlin riferisce nel suo libro Saddam: The secret life della scoperta di un memorandum, attribuito all'ex-capo dell'intelligence irachena Tahir Jalil Habbush al-Tikriti, in cui si fa esplicito riferimento a Mohamed Atta.
Il documento, risalente al 1º luglio 2001, è intitolato "Fonti dell'intelligence" ed è destinato "[a]l Presidente del Partito Rivoluzionario Ba'th e Presidente della Repubblica" Saddam Hussein. Il documento recita:
L'ipotesi di un soggiorno di Atta in Iraq - che Coughlin ipotizza aver avuto luogo nell'estate del 2001 - è stata però ampiamente sconfessata dalle inchieste dell'FBI, che pongono Atta su territorio statunitense fino al 6 luglio e poi dal 7 al 19 luglio in Spagna per un incontro con Ramzi bin al-Shibh.
Il memorandum stesso è stato successivamente riconosciuto come fasullo, "parte di un florido commercio di documenti falsi, emerso poco dopo il collasso del regime di Saddam".

### Il rapporto Feith
Uno dei principali rapporti su cui si sono basate le ipotesi di un collegamento fra al-Qaida ed Iraq è stato il "Rapporto Feith", dal nome dell'allora Sottosegretario alla Difesa Douglas Feith.
Tale rapporto è stato duramente criticato in un rapporto del Senatore Carl Levin, in cui si accusa Feith di avere raccolto ed utilizzato fonti di intelligence inaffidabili per "influenzare" sia il rapporto Iraqi support for Terrorism, sia molti esponenti dell'Amministrazione Bush, per convincerli di un coinvolgimento diretto dell'Iraq negli attentati dell'11 settembre.
Il rapporto Feith viene accusato nella fattispecie di aver usato vecchi rapporti dell'intelligence risalenti agli anni novanta, spesso basati su fonti di dubbia affidabilità, e di aver omesso particolari significativi degli stessi. Fra i rapporti usati, risulta esservene uno riguardo al viaggio in Afghanistan di Farouk Hijazi, all'epoca Ambasciatore in Turchia, compiuto nel dicembre del 1998. Scopo del viaggio era stabilire un'effettiva collaborazione fra il regime di Saddam Hussein e il nascente network di Osama Bin Laden.
Secondo Vince Cannistraro, ex-ufficiale della CIA, il rapporto Feith omette di dire però che Bin Laden rifiutò la proposta di Hijazi, poiché "non voleva essere «sfruttato» da un regime che egli considerava sostanzialmente «secolare» e fondamentalmente antitetico alla sua visione di uno Stato di stretta osservazione islamica".
Lo stesso Bin Laden, in un messaggio audio dell'11 febbraio 2003, afferma: